# Paul, Marie et les Enfants
Paul, Marie et les Enfants est une série télévisée humoristique québécoise en 57 épisodes de 26 minutes scénarisée par Jean-Paul LeBourhis et diffusée entre le 9 octobre 1985 et le 24 mai 1987 à la Télévision de Radio-Canada.

## Synopsis
« Paul, Marie et les enfants » raconte le quotidien d'une famille montréalaise reconstituée.

## Fiche technique
- Scénarisation : Jean-Paul Le Bourhis et Maryse Pelletier
- Réalisation : Lise Chayer et Pierre Duceppe
- Société de production : Société Radio-Canada

## Distribution
- Jacques Thisdale : Paul
- Carole Chatel : Marie
- Monica Verge : Catherine
- Sophie Léger : Geneviève
- Marc-André Coallier : Benoît Clark
- Richard Blaimert : Thomas Clark
- Itzia Delgadillo-Aubut : Virginie Breton-Allard
- Félix-Antoine Leroux : Gabriel Breton-Allard
- Gisèle Schmidt : Lucienne
- Normand Brathwaite : François
- Geneviève Rioux : Sandra
- Ginette Boivin : Françoise
- Denis Mercier : Antoine
- Lionel Villeneuve : Réjean
- Renée Cossette : blonde de Thomas
- Yves Soutière : Robert
- Alexandre Bergeron : Xavier
- Patrice Coquereau
- Luc Morissette